# Anua rubicunda
Anua rubicunda är en fjärilsart som beskrevs av Embrik Strand 1913. Anua rubicunda ingår i släktet Anua och familjen nattflyn. Inga underarter finns listade i Catalogue of Life.